# Ohrengeier
Der Ohrengeier (Torgos tracheliotos, Syn.: Aegypius tracheliotus) ist ein sehr großer Vertreter der Altweltgeier (Aegypiinae). Er bewohnt weite Teile Afrikas sowie Teile der Arabischen Halbinsel. Aufgrund des anhaltenden Bestandsrückganges stuft die IUCN die Art weltweit als stark gefährdet ("Endangered") ein.

## Beschreibung
Dieser riesige und sehr kräftig gebaute Geier zählt mit einer Körperlänge von 95–115 cm und einer Spannweite von 250–290 cm zu den größten Altweltgeiern und zu den größten Greifvögeln überhaupt. Das Gewicht von Vögeln aus Ostafrika betrug 5,4–9,2 kg, im Mittel 6,2 kg. 
Ohrengeier der Nominatform sind fast einfarbig schwärzlich dunkelbraun. Rücken und Oberflügeldecken sind düster braun, Schwingen und Steuerfedern sind oberseits noch etwas dunkler schwarzbraun. Brust und Bauch sind auf weißem Grund kräftig braun gestreift, die weiße Grundfarbe ist hier durch das Dunengefieder bedingt, die braune Streifung durch die locker stehenden braunen Deckfedern. Die Unterflügeldecken sind ebenso dunkel wie die Schwingen, auf den Unterflügeln ist durch fehlende Decken ein schmales weißes Band ausgebildet. An den Halsseiten und den Beinen fehlen die Deckfedern, die freiliegenden Dunen sind ebenfalls weiß. 
Der Kopf ist ebenso wie die Vorderseite des oberen Halses unbefiedert, faltig und blassrosa gefärbt. Bei Erregung färben sich die nackten Kopf- und Halsbereiche intensiver rot. Eine braunweiße Halskrause ist angedeutet. Der sehr große und kräftige Schnabel ist hell gelblich hornfarben oder grünlich braun, der Oberschnabel ist auf dem First sehr dunkel. Die Wachshaut ist bläulich; der unbefiederte Teil der Beine sowie die Zehen sind blassblau bis -grau. Die Iris ist dunkelbraun.
Jungvögel sind insgesamt und einschließlich der Beinbefiederung einfarbig braun, die bei adulten Vögeln weißen Bereiche auf Brust und Unterflügeln sind durch ein dichteres Deckgefieder verdeckt. Die nackten Hals- und Kopfpartien sind blassrosa, der Schnabel ist schwärzlich hornfarben bis gelblich grau. Die Beine sind graubraun. Die Färbung der adulten Vögel wird nach sechs oder sieben Jahren erreicht.

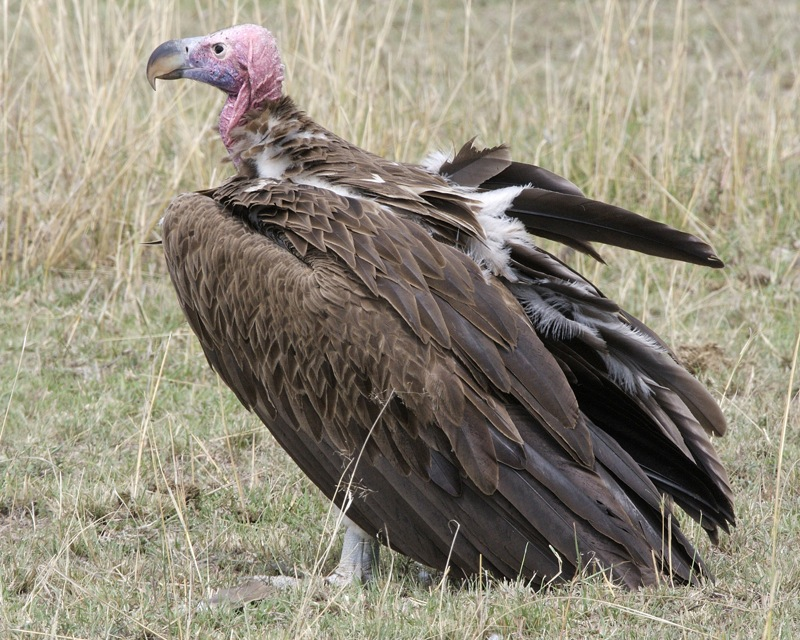
Ohrengeier in Seitenansicht, der rechte Flügel des Tieres ist offenbar verletzt

## Verbreitung und Lebensraum

Verbreitung des Ohrengeiers:
Ganzjähriges Vorkommen
Wahrscheinlich ganzjähriges Vorkommen
Überwinterungsgebiete
Population erloschen
Population wahrscheinlich erloschen

Das in zahlreiche Einzelvorkommen zersplitterte Verbreitungsgebiet des Ohrengeiers umfasst große Teile Afrikas sowie Teile der Arabischen Halbinsel.
Die Art besiedelt vom Menschen kaum oder gar nicht bewohnte trockene Landschaften, vor allem Trockensavannen mit wenig oder fehlender Grasbedeckung des Bodens, aber auch Wüsten und Halbwüsten mit auf Wadis beschränkten Baumbeständen und Berghänge. Bei der Nahrungssuche werden auch Gebiete mit dichterer Vegetation sowie stärker von Menschen benutzte Bereiche aufgesucht, zum Beispiel Straßenränder. Die Art kommt regelmäßig bis in 3000 m Höhe vor, lokal bis in 4500 m Höhe.

## Systematik
Neben der Nominatform wird eine weitere Unterart anerkannt: 
- T. t. tracheliotus; Afrika
- T. t. negevensis; Arabische Halbinsel; insgesamt bräunlicher als die Nominatform und auch die Beine sind braun befiedert. Der Kopf ist mehr oder weniger stark mit grauweißen Dunen bedeckt. Bei Jungvögeln sind Kopf und Hals grauweiß mit einem allenfalls leichtem Rosa-Ton.

## Ernährung
Die Nahrung besteht überwiegend aus Aas, wobei sowohl große Säugetiere als auch kleinere Säuger, Vögel sowie Reptilien wie Warane und andere Echsen gefressen werden. Die Nestlingsnahrung besteht überwiegend aus kleineren Wirbeltieren. Die Tiere fressen auch Nachgeburten und Eier von Vögeln und Wasserschildkröten. Es wird vermutet, dass Ohrengeier auch anderen Greifvögeln Beute abjagen oder kleinere Wirbeltiere selbst erjagen, nachgewiesen ist die Erbeutung adulter und nestjunger Flamingos in Kolonien.

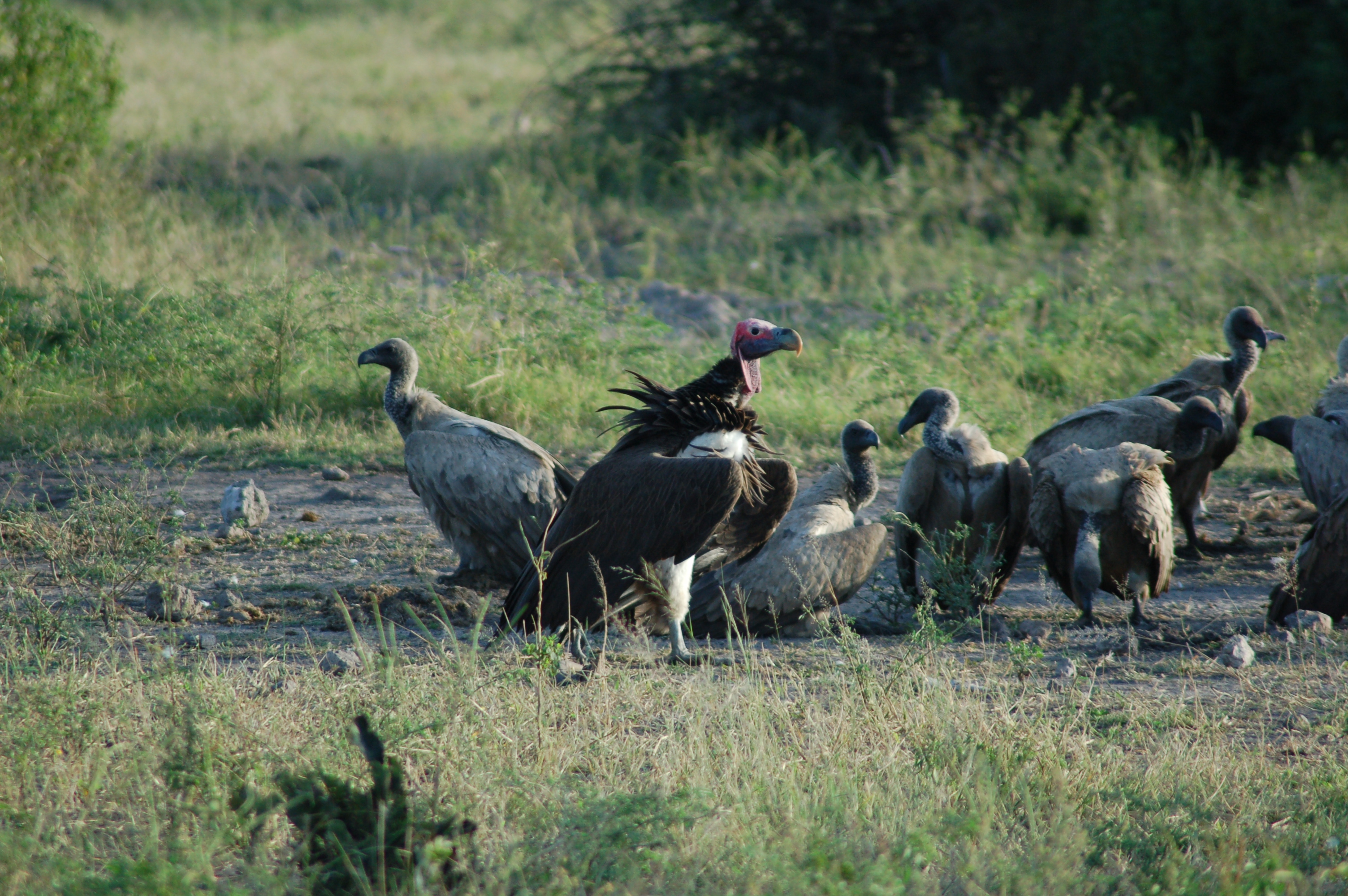
Ohrengeier (vorn) mit mehreren Weißrückengeiern (Gyps africanus) in Aasnähe

Wie andere Geier suchen Ohrengeier die Nahrung im kreisenden Suchflug in größerer Höhe, jedoch vermutlich auch im niedrigen Suchflug und möglicherweise auch vom Ansitz aus bei der Jagd auf lebende Beute. Die Nahrungsflüge erfolgen mindestens zum Teil über große Distanzen, in Israel wurden Ohrengeier dabei mehr als 150 km nördlich ihrer Brutplätze beobachtet. Aas wird überwiegend durch eigene Suche gefunden, weniger durch die Beobachtung anderer Geier; die Art trifft daher häufig als erstes am Aas ein. Ohrengeier sind als einzige afrikanische Geier in der Lage, die Haut großer Säuger zu zerreißen. Sie tun dies offenbar jedoch nur selten und fressen auch nur selten reines Fleisch. Obwohl sie gegenüber anderen Geiern am Aas dominant sind, halten sie sich meist am Rand größerer Geieransammlungen auf und fressen dann vor allem Hautreste, Sehnen und andere grobe Reste. Auch an größeren Kadavern finden sich oft nur ein oder zwei oder maximal bis zu 10 Individuen ein; wo die Art häufig ist, können jedoch auch 25–50 Tiere versammelt sein.

## Fortpflanzung

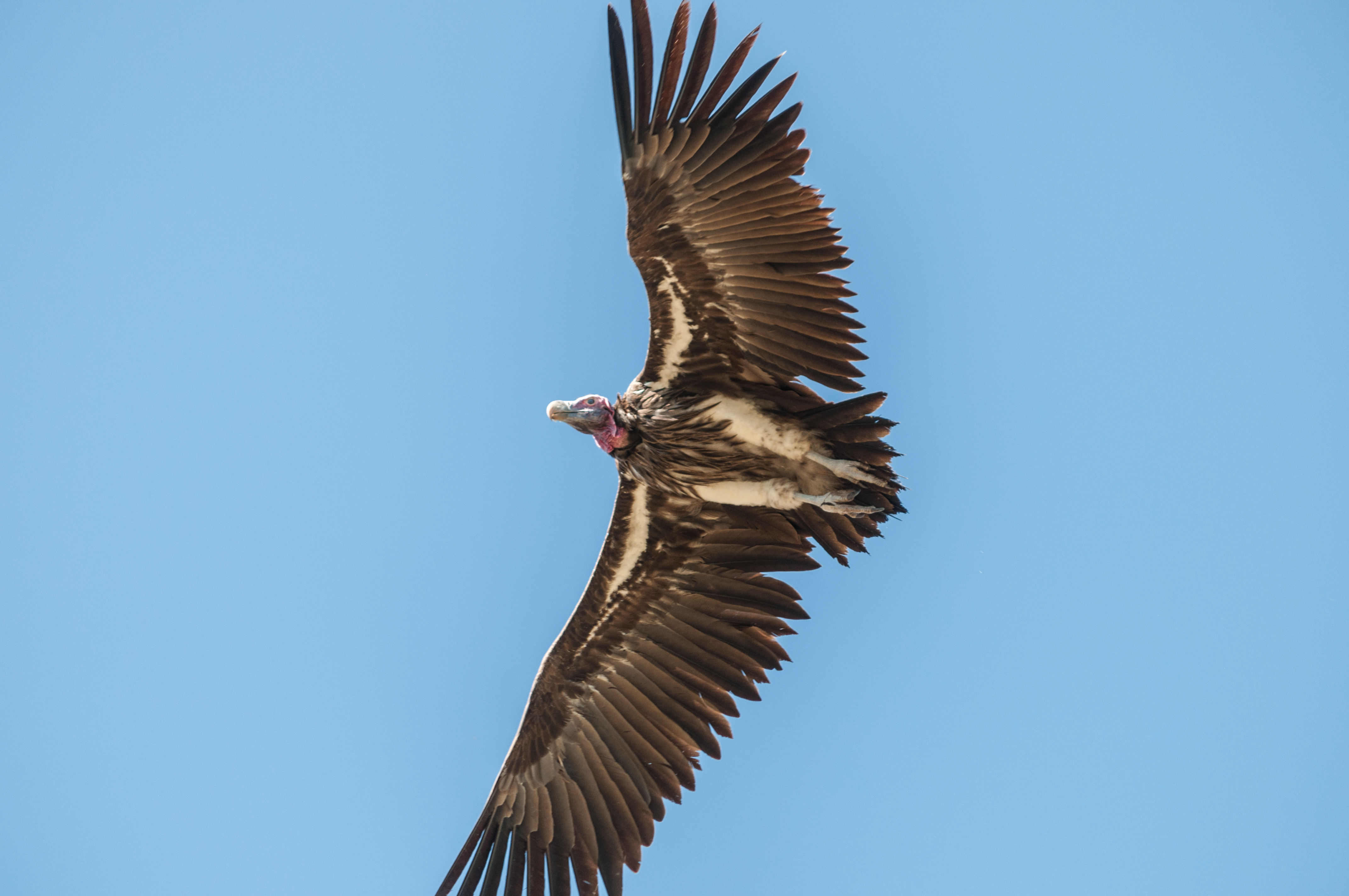
Fliegender Ohrengeier in der Nähe von Omaruru, Namibia.

Die Art brütet einzeln in Paaren. Die Brutzeit variiert je nach geografischer Verbreitung, sie fällt im nördlichen Afrika und auf der Arabischen Halbinsel in die Zeit von November bis Juli oder bis September, in Teilen Ostafrikas wird ganzjährig gebrütet und im südlichen Afrika von Mai bis Januar. Das bis 2,2 m breite und 0,3–0,7 m hohe Nest wird in 3 bis 15 m Höhe auf der Krone einer Akazie oder eines anderen kleinen Baums errichtet. Es besteht aus Ästen und wird mit Fellfetzen, Haaren und trockenem Gras ausgepolstert. Die ein bis zwei weißen Eier mit braunen Flecken werden 54–56 Tage lang bebrütet, im Normalfall wird nur ein Jungvogel flügge. 

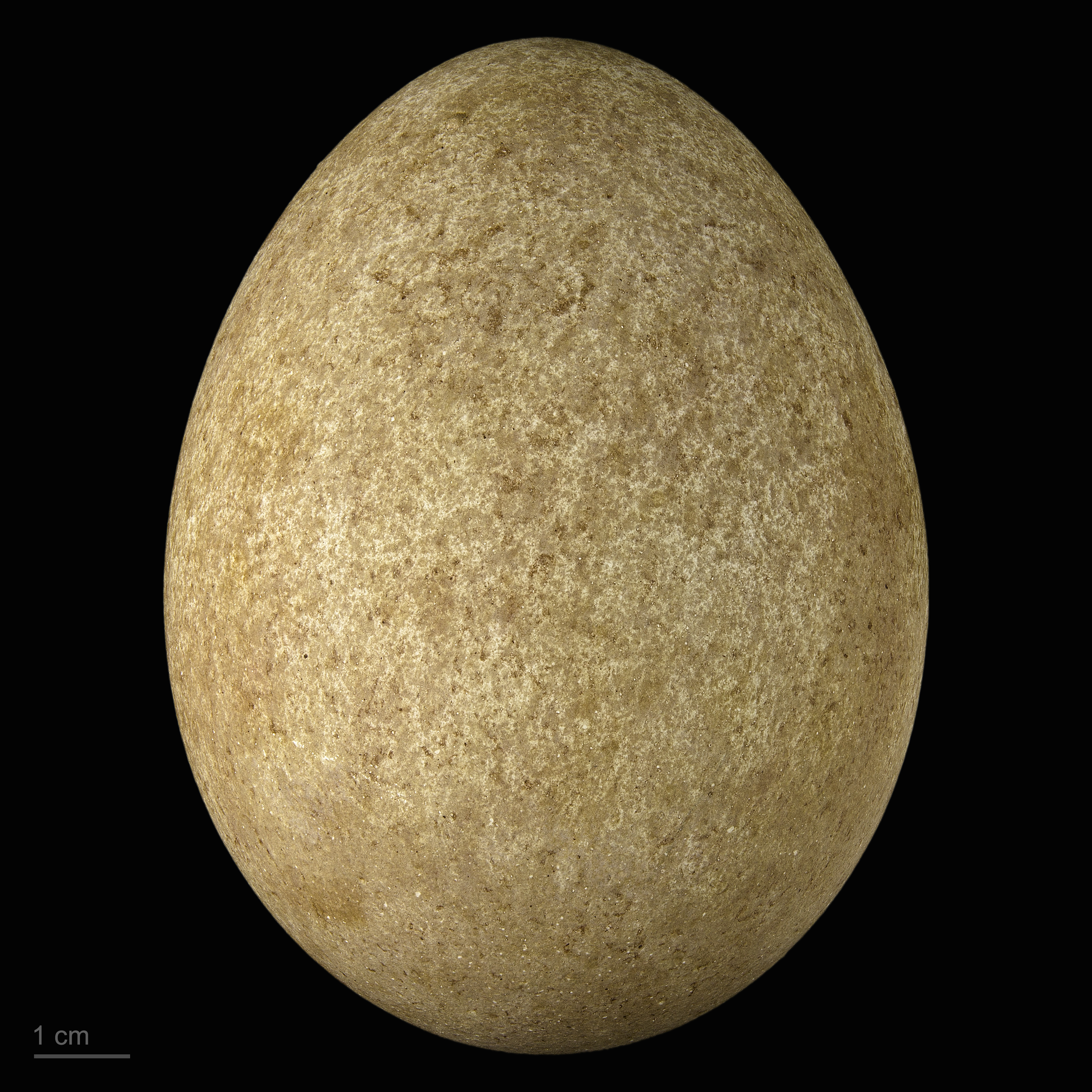
Ei des Ohrengeiers

Aufgrund der starken Sonneneinstrahlung muss der Jungvogel bis zu einem Alter von etwa 30 Tagen von den Eltern fast ununterbrochen beschattet werden. Danach erfolgt die Beschattung weniger vollständig; sie wird jedoch erst eingestellt, wenn der Nestling im Alter von etwa 65 bis 78 Tagen das Rückendeckgefieder ausgebildet hat und zu einer Regulation seiner Körpertemperatur ausreichend fähig ist. Wie bei vielen Geiern würgt der zurückkehrende Altvogel die Nahrung auf den Nestrand aus. Der Jungvogel wird bis zu einem Alter von 30 Tagen von einem Altvogel gefüttert, danach kann er selbständig vom Nestrand fressen. Im Alter von 55 bis 68 Tagen beginnt er nach Futter zu betteln, indem er aggressiv nach dem Schnabel der Altvögel hackt. Mit Beginn dieser Phase übernachtet kein Altvogel mehr auf dem Nest, sondern auf einem benachbarten Baum. Mit etwa 90 Tagen beginnt der Jungvogel mit Flugübungen, im Alter von 125–135 Tagen verlässt er das Nest. Die Jungvögel bleiben danach noch vier bis sechs Monate lang von den Eltern abhängig.

## Bestand und Gefährdung
Die Bestandsentwicklung ist regional sehr unterschiedlich, insgesamt hat der Bestand in den letzten etwa 80 Jahren jedoch deutlich abgenommen. Der Ohrengeier ist in Algerien und Tunesien seit den 1930er Jahren, in der Westsahara in den 1950er Jahren und in Marokko Anfang der 1970er Jahre ausgestorben, im Süden von Ägypten und möglicherweise auch in Mauretanien haben nur noch kleine Populationen überlebt. In Saudi-Arabien leben mindestens 500 Ohrengeier bei zunehmender Tendenz. In Nigeria ist der Bestand seit Ende der 1970er Jahre drastisch eingebrochen und heute ist die Art dort möglicherweise ausgestorben, auch in Israel ist die Art nicht mehr Brutvogel. Der Bestand im gesamten südlichen Afrika geht langsam zurück. Die IUCN schätzt den Gesamtbestand in Afrika auf mindestens 6500 Vögel.
Hauptrückgangsursachen sind Vergiftungen durch Giftköder sowie direkte Verfolgung, da man der Art die Erbeutung von Haustieren unterstellt. Weitere bestandsgefährdende Faktoren sind Störungen am Nest, zurückgehende Nahrung und Lebensraumzerstörung.